# Cómo pasan las horas
Cómo pasan las horas es una película argentina dirigida por Inés de Oliveira Cézar sobre su propio guion escrito en colaboración con Daniel Veronese, que se estrenó el 1 de septiembre de 2005 y tuvo como protagonistas a Susana Campos, Roxana Berco y Guillermo Arengo.

## Sinopsis
Se trata de la historia de un matrimonio con un hijo, cuyos caminos se bifurcan en dos viajes paralelos. El padre (Guillermo Arengo) y su hijo (Agustín Alcoba) realizan un largo paseo en camioneta hasta un desolado paraje playero y siguen en una larga caminata que incluye sencillas conversaciones y largos silencios, con los que se va construyendo una lenta tensión dramática. Por otra parte la mujer (Roxana Berco) emprende la búsqueda de su madre, interpretada por su madre en la vida real, Susana Campos), que vive en un paraje alejado y boscoso y que se encuentra enferma de cáncer. Las dos caminan, charlan, se sientan en el bosque, cantan y se miman transmitiendo la sensación de tratarse, probablemente, de su último encuentro, siendo inevitable percibir el paralelo con Madre e hijo, de Aleksander Sokurov, sobre todo teniendo en cuenta que la directora utiliza por momentos el mismo lente distorsionador, anamórfico, que el ruso usó en aquel clásico filme, con un tema tenía bastantes puntos de contacto con éste.

## Crítica
El filme respeta los tiempos, los silencios y los movimientos pausados de estos cuatro seres a lo largo de unas pocas horas de un día que evoluciona hacia lugares inesperados. En su afán de «ser» más que de «representar», el filme es profundamente cinematográfico, dejando de lado casi todos los resortes dramáticos convencionales y de estructura conocidos. Con una clara influencia del cine contemplativo de autores del Este de Europa (como Bela Tarr, Angelopoulos, Tarkovski o el citado Sokurov), resulta una película verdadera, honesta y tocante. Un filme que está entre lo mejor de este discreto año del cine nacional, al menos en términos de descubrimientos.
La película fue estrenada en el Festival Internacional de Cine de Berlín de 2005, el mismo año recibió el premio Fipresci a Mejor Película Nacional y fue nominada en los rubros película, dirección y fotografía para los Cóndor de Plata.

## Reparto
- Susana Campos	... 	Virginia
- Roxana Berco	... 	René
- Guillermo Arengo	... 	Juan
- Agustín Alcoba	... 	Santiago
- Pedro Recalde	... 	Dionisio Pescador
- Javier Fainzaig	... 	José Pescador
- María del Rosario Quaranta	... 	Almacenera
- Carlos Lanari	... 	Vasallo
- Agustina Muñoz	... 	Alumna Agustina
- Cecilia Lagar	... 	Alfonsa
- Héctor Pizarro …Médico
- Francisco Liniger …Hombre en la Iglesia
- Adriana Borrelli …Mujer del almacén